# Centaurea uniflora
Centaurea uniflora là một loài thực vật có hoa trong họ Cúc. Loài này được Turra mô tả khoa học đầu tiên năm 1765.